# Take Me Home Tonight
Take Me Home Tonight is een nummer van de Amerikaanse rockzanger Eddie Money. Het is de eerste single van zijn zesde studioalbum Can't Hold Back uit 1986. In augustus dat jaar werd het nummer eerst in de VS, Canada, Australië, Nieuw-Zeeland en Japan op single uitgebracht en in februari 1987 in Europa.

## Achtergrond
De plaat werd een hit Noord-Amerika, Australië en een kleine hit in Nederland en Duitsland. In Money's thuisland de VS werd de 4e positie behaald in de Billboard Hot 100. In Canada werd de 15e positie bereikt, Australië de 46e en in Duitsland de 55e positie.
In Nederland werd de plaat begin 1987 veel gedraaid door dj's Adam Curry en Jeroen van Inkel in het enorm populaire  vrijdagavond programma Curry en Van Inkel bij Veronica op Radio 3 en werd een radiohit op de nationale publieke popzender. De plaat bleef echter zeven weken steken op een 2e positie in de Tipparade. De plaat bereikte wél een 43e positie in de Nationale Hitparade Top 100. In de Europese hitlijst op Radio 3, de TROS Europarade, werd géén notering behaald.
In België werd géén notering behaald in zowel de beide Vlaamse hitlijsten als de Waalse hitlijst.

## Videoclip
De videoclip werd geregisseerd door Nick Morris en volledig in zwart-wit opgenomen in het Lawlor Events Center in Reno, Nevada. De clip opent met Money alleen met een metalen ladder en een klapstoel op een verder leeg podium. Hij zingt en speelt altsaxofoon voor een afwezig publiek, terwijl zangeres Ronnie Spector te zien is in een make-upkamer en vervolgens door een gang achter de coulissen naar de arenavloer loopt tijdens cutaways. Spectors gezicht wordt pas na ongeveer driekwart van de videoclip volledig onthuld. In Nederland werd de videoclip destijds op televisie uitgezonden door de popprogramma's AVRO's Toppop met toenmalig AVRO Radio 3 dj Bas Westerweel, Countdown van Veronica met toenmalig Veronica Radio 3 dj Adam Curry en Popformule van de TROS met toenmalig TROS Radio 3 dj Martijn Krabbé.